# Platinglisia noacki
Platinglisia noacki är en insektsart som beskrevs av Cockerell 1899. Platinglisia noacki ingår i släktet Platinglisia och familjen skålsköldlöss. Inga underarter finns listade i Catalogue of Life.